# Thierry Gouvenou
Thierry Gouvenou (Vire, 14 mei 1969) is een voormalig Frans wielrenner.

## Levensloop en carrière
Gouvenou werd prof in 1991 en bleef dat tot 2002. Hoewel hij Parijs-Roubaix voor amateurs had gewonnen in 1990 kon hij nooit een grote carrière uitbouwen. Zijn beste plaats in Parijs-Roubaix was de 7de plaats in 2002. Gouvenou nam ook zevenmaal deel aan de Ronde van Frankrijk als helper van Greg Lemond en Gilbert Duclos-Lassalle.
Sinds 2013 is Gouvenou technisch directeur van de Amaury Sport Organisation. In die functie volgde hij Jean-François Pescheux op. Hij is aldus de tweede man in de Ronde van Frankrijk, na Christian Prudhomme. Hij is ook eindverantwoordelijk voor de bouw van het parcours.

## Resultaten in voornaamste wedstrijden
| Jaar | Ronde van Italië | Ronde van Frankrijk | Ronde van Spanje |
| ---- | ---------------- | ------------------- | ---------------- |
| 1991 |                  |                     |                  |
| 1992 | 90e              |                     |                  |
| 1993 |                  |                     |                  |
| 1994 |                  | 78e                 |                  |
| 1995 |                  | opgave              | 97e              |
| 1996 |                  | 114e                |                  |
| 1997 |                  | 88e                 |                  |
| 1998 |                  | 59e                 |                  |
| 1999 |                  | 96e                 |                  |
| 2000 |                  |                     |                  |
| 2001 |                  | 131e                |                  |
| 2002 |                  |                     |                  |

| Jaar | Milaan-San Remo | Gent-Wevelgem | Ronde van Vlaanderen | Parijs-Roubaix | Amstel Gold Race | Luik-Bast.‑Luik | Omloop Het Volk | Kuurne-Brussel-Kuurne |
| ---- | --------------- | ------------- | -------------------- | -------------- | ---------------- | --------------- | --------------- | --------------------- |
| 1991 |                 | 172e          | 46e                  |                |                  |                 | 9e              |                       |
| 1992 |                 |               | 38e                  |                | 25e              | 38e             |                 |                       |
| 1993 | 157e            |               |                      |                |                  |                 | 10e             |                       |
| 1994 | 98e             |               |                      | 28e            |                  |                 |                 | 10e                   |
| 1995 |                 |               |                      | 55e            |                  |                 | 21e             |                       |
| 1996 |                 |               |                      |                |                  |                 |                 |                       |
| 1997 |                 |               |                      | 53e            |                  |                 | 35e             |                       |
| 1998 |                 |               |                      | 11e            |                  |                 |                 |                       |
| 1999 |                 |               |                      | 31e            |                  |                 |                 |                       |
| 2000 |                 |               |                      | 62e            |                  |                 |                 |                       |
| 2001 |                 |               |                      |                |                  |                 |                 |                       |
| 2002 |                 |               |                      | 7e             |                  |                 |                 |                       |